# Rand (Virginie-Occidentale)
Pour les articles homonymes, voir Rand.
Rand est une census-designated place située dans le comté de Kanawha, dans l’État de Virginie-Occidentale, aux États-Unis. Sa population s’élevait à 1 631 habitants lors du recensement de 2010.

## Démographie
| Groupe            | Rand | Virginie-Occidentale | États-Unis |
| ----------------- | ---- | -------------------- | ---------- |
| Blancs            | 59,1 | 93,9                 | 72,4       |
| Noirs             | 35,1 | 3,4                  | 12,6       |
| Métis             | 4,6  | 1,5                  | 2,9        |
| Autres            | 0,7  | 0,4                  | 6,2        |
| Amérindiens       | 0,4  | 0,2                  | 0,9        |
| Asiatiques        | 0,1  | 0,7                  | 4,8        |
| Total             | 100  | 100                  | 100        |
|                   |      |                      |            |
| Latino-Américains | 1,4  | 1,2                  | 16,7       |

Selon l'American Community Survey, pour la période 2011-2015, 99,25 % de la population âgée de plus de 5 ans déclare parler l'anglais à la maison et 0,75 % déclare parler l'espagnol.

## Source de la traduction
- (en) Cet article est partiellement ou en totalité issu de l’article de Wikipédia en anglais intitulé « Rand, West Virginia » (voir la liste des auteurs).

1. ↑  (en) « Rand, WV Population - Census 2010 and 2000 », sur censusviewer.com (consulté le 12 avril 2016).
2. ↑  (en) « Population of West Virginia - Census 2010 and 2000 », sur censusviewer.com (consulté le 12 avril 2016).
3. ↑  (en) « Language spoken at home by ability to speak English for the population 5 years and over », sur factfinder.census.gov (consulté le 22 mars 2017)